# 如果可以再見你
《如果可以再見你》（英語：If I Can See You Again）是香港歌手黎明的錄音室專輯，全碟由雷頌德監製，於1998年12月18日由新力唱片首次發行。

## 背景
黎明自1998年3月加盟新力唱片後，先後發行了迷你專輯《我這樣愛你》及《玻璃之城電影原聲大碟》，及至同年12月發行首張個大碟《如果可以再見你》，黎明認為音樂作品除了以商業性的暢銷為目標，也需要一些刺激，因此提議在歌曲中加入Hip hop元素，他在1983年到英國留學時，聽到隔壁的黑人鄰居播放一些聽起來很吵但卻不討厭的音樂，由此對Hip hop產生認識。監製雷頌德聽取了黎明的意見，創作出25首歌讓黎明揀選，黎明希望使用模擬錄音室製作音樂，而香港當時只有數碼錄音室，因此決定在日本進行錄音、混音及母帶處理等工作。

## 製作
此專輯包含CD與VCD，專輯收錄了14首歌曲、6首演奏曲及音樂短片，當中有九成以上的作品是由雷頌德作曲和編曲。第一首主打歌〈Happy 2000〉為機場快綫廣告歌，並在鐵路站內和車廂內拍攝音樂短片，鐵路公司安排一列「黎明號」專車以供拍攝之用，並破例讓黎明進入駕駛艙內取景，黎明在音樂短片中以「Sun Burn」和「紅番式」的妝容出鏡，展現強勁的舞蹈，並搭建一個8呎高的舞台，由8名舞蹈員配合演出；第二首主打歌〈如果可以再見你〉是電訊廣告歌，這首歌的音樂短片在天山取景拍攝，由黎明與全智賢合作演出，以上兩首主打歌除了粵語版外，亦有國語版。

## 曲目列表
| CD曲目   | CD曲目                                           | CD曲目         | CD曲目     | CD曲目            | CD曲目                                         | CD曲目 |
| 曲序     | 曲目                                             |                | 作曲       | 编曲              | 备注                                           | 时长   |
| -------- | ------------------------------------------------ | -------------- | ---------- | ----------------- | ---------------------------------------------- | ------ |
| 1.       | Love Theme One（Interlude）                      |                | 雷頌德     | 雷頌德            |                                                | 1:48   |
| 2.       | 神經質女主角                                     | 周耀輝         | 雷頌德     | 雷頌德            |                                                | 3:16   |
| 3.       | 飛時期                                           | 周耀輝         | 雷頌德     | 雷頌德            |                                                | 3:20   |
| 4.       | 如果可以再見你                                   | 林夕           | 雷頌德     | 雷頌德            |                                                | 3:41   |
| 5.       | 一個你，一個我                                   | 林振強         | 雷頌德     | 雷頌德            |                                                | 3:16   |
| 6.       | Eve Were Practicing 心裡有數（Interlude）        |                |            |                   |                                                | 0:19   |
| 7.       | 心裡有數                                         | 林夕           | 雷頌德     | 雷頌德            |                                                | 3:30   |
| 8.       | Love Theme Two（Interlude）                      |                | 雷頌德     | 柿崎洋一郎 雷頌德 |                                                | 3:41   |
| 9.       | 心算                                             | 周耀輝         | 雷頌德     | 雷頌德            | 日本版專輯收錄日語版〈心算〉，曲名為〈今日〉。 | 3:11   |
| 10.      | Police Station Rap: Black vs Yellow（Interlude） |                |            |                   |                                                | 1:05   |
| 11.      | Happy 2000                                       | 周耀輝         | 雷頌德     | 雷頌德            |                                                | 3:12   |
| 12.      | 神經質男主角（Interlude）                        |                |            |                   |                                                | 0:33   |
| 13.      | 對不起，我愛誰                                   | 林夕           | 雷頌德     | 雷頌德            |                                                | 3:10   |
| 14.      | 會客室                                           | 周耀輝         | 雷頌德     | 雷頌德            |                                                | 2:59   |
| 15.      | 大綱與細節                                       | 周耀輝         | 雷頌德     | 柿崎洋一郎 雷頌德 |                                                | 3:43   |
| 16.      | 我沒有騙你                                       | 林夕           | 雷頌德     | 雷頌德            |                                                | 3:29   |
| 17.      | AHHHHH!!!                                        | 丁偉斌、丁偉鳴 | 久保田利伸 | 雷頌德            | 改編自久保田利伸的〈AHHHHH!〉                  | 4:11   |
| 18.      | A Story（Interlude）                             |                |            |                   |                                                | 2:00   |
| 19.      | Happy 2000 (國語版)                              | 周耀輝         | 雷頌德     | 雷頌德            |                                                | 3:12   |
| 20.      | 不怕你不愛我                                     | 林夕           | 雷頌德     | 雷頌德            | 〈如果可以再見你〉國語版                       | 3:41   |
| 总时长： | 总时长：                                         | 总时长：       | 总时长：   | 总时长：          | 总时长：                                       | 57:17  |

| VCD  | VCD                                 | VCD    | VCD          |
| 曲序 | 曲目                                | 導演   | 备注         |
| ---- | ----------------------------------- | ------ | ------------ |
| 1.   | 對不起，我愛誰（音樂短片）          | 張文華 | 收錄於第二版 |
| 2.   | 如果可以再見你（音樂短片）          |        |              |
| 3.   | Happy 2000（音樂短片）              |        |              |
| 4.   | Happy 2000（國語版音樂短片）        |        | 收錄於第二版 |
| 5.   | Leon 如果可以再見你（幕後製作特輯） |        |              |

## 幕後製作人員
以下是《如果可以再見你》的幕後製作人員名單：
- 鍵琴：雷頌德（曲目2,3,5,7,9,11,13,14,16,17）、柿崎洋一郎（曲目4,8,14,15）
- 結他：雷頌德（曲目1－3）、羽田一郎（曲目2,5,7,14,15）
- 電結他：雷頌德（曲目1,16）、Furukawa（曲目4）、Danny Leung（曲目17）
- 木結他：Danny Leung（曲目16）
- 尼龍弦結他：Furukawa（曲目1,4,9）
- 西塔琴：羽田一郎（曲目7）
- 音色伴奏：雷頌德（曲目2,3,5,7,9,11－14,16,17）
- 鋼琴：柿崎洋一郎（曲目1,4,8,15）
- 電子琴：柿崎洋一郎（曲目5）
- 風琴（Hammond B3）：柿崎洋一郎（曲目7）
- 貝斯：中村キタロー（曲目1,4,5,7,15）、Simon（曲目17）
- 弦樂：金原千惠子Group（曲目1,4,8,15）
- 鼓：長谷部徹（曲目4,5）
- 色士風（合成器）：柿崎洋一郎（曲目9）
- 手風琴（合成器）：柿崎洋一郎（曲目9）
- Rap：Thomas King（曲目2,13）、Platinum（曲目10）、黎明（曲目11）
- Loops：Thomas King（曲目10）
- Voice：Platinum（曲目11）、Thomas King（曲目11）、黎明（曲目12）
- Scratches：Thomas King（曲目13,14）
- Narrator：關谷典子（曲目18）
- 和音：比山貴咏史（曲目3）、佐々木久美（曲目3）、岩崎元是（曲目3）、國分友里恵（曲目3）、Jay（曲目5,9,13）、Takeshi（曲目5,13）、Eve（曲目7,11,14）、鄭鴻昌（曲目7,11,13,14）、Jim Lau（曲目7,11,13,14）、Pablo Gargano（曲目9）、雷頌德（曲目9,13）、曹潔敏（曲目11,14）、Nancy Chan（曲目11,14）、黎明（曲目13）、鍾慶鴻（曲目17）、雷有輝（曲目17）
- 錄音：Ako、中村悦弘、Frankie、Kenneth、Robert Porter、Simon、諸鍛治辰也、魏志明、橋本剛樹、鹽田修
- 混音：諸鍛治辰也、武藤昌俊
- 母帶處理：徳永美津子
- 美術指導、攝影：張文華
- 圖像設計：模擬城市
- A&R：Chan Sau Pok
- 執行製作人：Sonya Ho
- 監製：雷頌德
- 經理人公司：百事活娛樂事業有限公司

## 反響

### 創作及演繹
有報章評論認為黎明在這專輯的表現仍然是一副情聖的模樣，突破性不是很大，但他選唱了〈Happy 2000〉和〈對不起，我愛誰〉，歌曲的快慢板道白，配合歌曲多變化的旋律，增添了耐聽度；另一方面也有評論為黎明與雷頌德合作上有一定的默契，每張專輯都會有新突破，這次黎明擺脫了一向予人鬱鬱寡歡的形象，走時髦、輕快路線，給人新鮮的感覺，黎明演唱輕快及強勁歌曲的技巧進步了，而他與日本音樂人的合作亦擦出了令人驚喜的火花。由雷頌德創作的歌曲〈Happy 2000〉推出後，被指與韓國歌唱組合H.O.T.的歌曲〈Candy〉如出一轍，引起韓國唱片公司的關注，並調查歌曲有否抄襲，而台灣新力唱片則表示未有收任何有關抄襲的指控。1999年12月31日，香港特別行政區政府舉行名為《龍騰燈耀慶千禧》的跨年慶典活動，主辦當局認為歌曲〈Happy 2000〉能配合踏入公元2000年的氣氛，黎明因此獲安排擔任千禧倒數歌手，憑此歌成為2000年香港首個演出的歌手。

### 專輯銷量
此專輯推出後的半個月內已售出超過八萬張，同時在市面上出現六七款盜版唱片，唱片公司為打擊盜版及慶賀新年來臨，推出了「限量精裝版」專輯，專輯除了額外收錄兩首國語新曲外，亦附送黎明在烏魯木齊拍攝的寫真集、立體月曆座、VCD，以及手提電話折扣優惠券。截至1999年底，此專輯錄得約十萬張銷量，成為該年度的香港全年唱片銷量冠軍。

## 流行榜成績
以下是《如果可以再見你》專輯的派台歌曲名單，以及其歌曲在香港四大電子媒體音樂流行榜的最高位置。
| 派台歌曲／流行榜   | 903專業推介 | 中文歌曲龍虎榜 | 新城電台勁爆本地榜 | 勁歌金榜 |
| ------------------ | ----------- | -------------- | ------------------ | -------- |
| 〈如果可以再見你〉 | 冠軍        | 冠軍           | 冠軍               | 冠軍     |
| 〈Happy 2000〉     | 冠軍        | 冠軍           | 冠軍               | 冠軍     |

## 獎項
以下是收錄於《如果可以再見你》專輯的歌曲獲頒發的獎項：
- 電視廣播有限公司1998年度勁歌金曲季選——第四季得獎歌曲〈Happy 2000〉
- 電視廣播有限公司1999年度勁歌金曲季選——第一季得獎歌曲〈如果可以再見你〉